# واشنطن سيركويرا
واشنطن سيركويرا (بالبرتغالية: Washington Stecanela Cerqueira‏) (مواليد 1 أبريل 1975) هو لاعب كرة قدم. يلعب مع منتخب البرازيل لكرة القدم منذ عام 2001.

## وصلات خارجية
- واشنطن سيركويرا على موقع الاتحاد الدولي (مؤرشف)  (الإنجليزية)
- واشنطن سيركويرا على موقع اتحاد تركيا (لاعب) (الإنجليزية)
- واشنطن سيركويرا على موقع رابطة كرة القدم اليابانية للمحترفين (اليابانية)
- واشنطن سيركويرا على موقع قاعدة بيانات كرة القدم.إي يو (الإنجليزية)
- واشنطن سيركويرا على موقع ناشيونال فوتبول تيمز (الإنجليزية)
- واشنطن سيركويرا على موقع Soccerway.com (الإنجليزية)
- واشنطن سيركويرا على موقع عالم كرة القدم.نت (الإنجليزية)
- National Football Teams